# Protegira songi
Protegira songi är en fjärilsart som beskrevs av Chen och Zhang 1995. Taxonet placeras som ensam art i släktet Protegira, inom familjen nattflyn. Arten förekommer i Kina och Korea.